# Frank Merry Stenton
Sir Frank Merry Stenton (* 17. Mai 1880 in Manchester; † 17. September 1967 in Reading) war ein britischer Mittelalterhistoriker.
Stenton studierte 1899 bis 1902 am Keble College der Universität Oxford und arbeitete unter J. Horace Round an der Ausgabe des Domesday Book. 1905 wurde er Professor am Llandovery College und ab 1908 war er Research Fellow am University College in Reading (der späteren University of Reading). 1912 wurde er dort Professor für Moderne Geschichte. Trotz Rufen an andere Universitäten blieb er dort und wurde 1946 Vizekanzler. 1950 emeritierte er. 1929 hielt er die Ford Lectures in Oxford.
Stenton galt als Autorität für das angelsächsische England und schrieb darüber 1943 mit dem Band der Oxford History of England ein bis heute gebräuchliches Standardwerk. Er forschte auch über englische Ortsnamen und Münzen.
1926 wurde er Mitglied der British Academy. 1947 wurde er Honorary Fellow seines Oxford-Colleges (Keble College) und 1948 wurde er als Knight Bachelor geadelt. 1937 bis 1945 war er Präsident der Royal Historical Society.
Seine Frau Doris Mary Stenton (1894 – 1971) war ebenfalls Historikerin, sie schrieb den Band Frühmittelalter in der Pelican History of England. Sie waren seit 1919 verheiratet.
Er liegt in Halloughton begraben.

## Schriften
- The First Century of English Feudalism, 1066–1166, Oxford, Clarendon Press 1932, 2. Auflage 1961
- Anglo-Saxon England, Oxford History of England, 1943, Oxford University Press 2001
- William the Conqueror and the rule of the Normans, Putnam 1908, Barnes and Noble 1967
- Types of manorial structure in the northern Danelaw, 1910, New York 1974
- The free peasantry of the northern Danelaw, Lund 1926
- Herausgeber: The Bayeux tapestry; a comprehensive survey, Phaidon Publishers, 1957
- Preparatory to Anglo-Saxon England Being the Collected Papers of Frank Merry Stenton, Oxford, Clarendon Press 1970 (Herausgeber Doris Mary Stenton)